# مجید کیانی
سید عبدالمجید کیانی هندی (زادهٔ ۱ مهر ۱۳۲۰، تهران)، مدرس موسیقی ایرانی، نوازندهٔ سنتور و از چهره‌های ماندگار است. کتاب او با عنوان شناخت هنر موسیقی: سماع ردیف، شامل ۱۸ دفتر در سی و پنجمین دوره کتاب سال، شایسته تقدیر دانسته شد.

## زندگی
او ردیف سنتور ابوالحسن صبا و قطعات علینقی وزیری و روح‌الله خالقی را به مدت چهارسال در هنرستان آزاد موسیقی نزد منوچهر صادقی و محمد حیدری فراگرفت. سپس در دانشکده هنرهای زیبا دانشگاه تهران قسمتی از ردیف میرزاعبدالله را نزد داریوش صفوت و نورعلی خان برومند آموخت و برای مدت چهار سال دیگر نزد برومند بقیه ردیف میرزاعبدالله و همچنین شیوه سنتورنوازی حبیب سماعی را فراگرفت.
پس از آن مدت ۲ سال نزد عبدالله دوامی برای آموختن ردیف آوازی و همچنین چگونگی اجرای موسیقی ایرانی تحصیل کرد. سپس به مدت ۳ سال در دانشگاه سوربن پاریس نزد تران وانکه و ادیت وبر در رشته اتنوموزیکولوژی تحصیل نمود. او در سال ۱۳۵۸ درست در زمانی که بیشتر هنرمندان موسیقی به دلیل تنگناهای ایجاد شده در فضای بعد از انقلاب از کشور خارج می‌شدند و در حالی که از سوی دولت فرانسه اقامت و بورس تحصیلی دریافت کرده بود همراه با اعضای خانواده‌اش به ایران بازگشت. ایشان در همان سال در گروه موسیقی پردیس هنرهای زیبا دانشگاه تهران به تدریس و تحقیق در زمینهٔ موسیقی ایران مشغول شدند و ثمرهٔ آن تألیف و ضبط هفت دستگاه موسیقی ایرانی، گذری در شیوهٔ سنتور نوازی حبیب سماعی و ضربی‌های آن است.
کیانی در بهمن ۱۳۸۳، در مراسم اختتامیهٔ بیستمین جشنوارهٔ موسیقی فجر، مورد تقدیر قرار گرفت.

## کتابهفت دستگاه موسیقی ایرانی
کیانی در پیشگفتار این کتاب چنین نوشته است:
این کتاب دارای سه بخش است؛ بخش اوّل دربارهٔ موسیقی دستگاهی (ردیف)، و شامل نُه فصل است؛ فصل اوّل دربارهٔ شیوه‌های اجرایی موسیقی کنونی ایران و تفکیک آنها است و فصل دوّم شرح محورهای اساسی موسیقی سنتی (ردیف) است. و بخش سوّم شامل توضیحات و فهرست‌ها است. 
کتاب هفت دستگاه موسیقی ایران نخستین بار در سال ۱۳۶۸ توسط مؤسسه فرهنگی هنری سرو ستاه منتشر شد. چاپ دوم این کتاب به همراه ۶ نوار کاست از اجرای ردیف میرزا عبدالله، با سنتور مجید کیانی، در سال ۱۳۷۱ توسط مؤلف با همکاری ایران صدا منتشر شد. این اثر در سال ۱۳۹۳ پس از سال‌ها وقفه و نایابی، از سوی انتشارات سوره مهر به چاپ رسید و در سال ۱۳۹۷ نیز تجدید چاپ شد.

## کتاب شناخت هنر موسیقی: سماع ردیف
این کتاب در اسفند ۱۳۹۵ در دو جلد توسط مؤسسهٔ سرو ستاه به انتشار رسید، جلد اول مشتمل بر ۱۸ دفتر است که به ارتباط موسیقی (ردیف) با دیگر هنرها نظیر معماری، خطاطی و شعر می‌پردازد، جلد دوّم نیز با کمی تغیر به ادامهٔ مبحث موسیقی (ردیف) می‌پردازد.

## فعالیت‌های اجرایی
- تدریس موسیقی ردیف در مؤسسه فرهنگی هنری سرو ستاه ۱۳۷۲ تا کنون
- تدریس موسیقی ردیف در مکتب خانه میرزا عبدالله
- مدیریت گروه موسیقی دانشکده هنرهای زیبا در سالهای ۱۳۷۳ الی ۱۳۷۹
- تدریس درس ردیف موسیقی ایران در دانشگاه تهران به مدت ۲۳ سال
- مدیریت مرکز حفظ و اشاعه موسیقی ایران
- رئیس گروه موسیقی فرهنگستان هنر
- عضو شورای عالی یونسکو در ایران

## آثار
- کتاب هفت دستگاه موسیقی ایران[۱۰]
- کتاب مبانی نظری موسیقی ایران
- کتاب ستاره عشق (داستان)
- کتاب چگونگی پژوهش در موسیقی ایران
- آلبوم درک موسیقی-نوا اثری است در سبک  سنتی. این آلبوم ۱۳ آهنگ دارد.
- آلبوم هفت دستگاه موسیقی ایران (ردیف میرزاعبدالله، تنظیم برای سنتور)(صوتی)
- آلبوم هفت دستگاه موسیقی ایران (ردیف میرزاعبدالله، تنظیم برای سنتور)(DVD تصویری)
- ضربی‌های حبیب سماعی
- گذری در شیوه سنتورنوازی حبیب سماعی
- آثار حبیب سماعی
- شناخت موسیقی ۱ و ۲ و ۳ شناخت موسیقی ۱: نوا (نگرشی برغم در موسیقی ایران)(برنده جایزه کتاب سال جمهوری اسلامی ایران) ۲- سید حسین طاهرزاده ۳- حبیب سماعی، بررسی ۳ شیوه هنر تک نوازی، (نوار و کتاب)
- سنتور (تکنوازی سنتور از مجموعه خسروانی)
- ایران (تکنوازی سنتور از مجموعه خسروانی)
- کنسرت بارسلونا و تاراگونا (همراه با ضرب شهرام کیانی) (تصویری)
- تورنتو (تکنوازی سنتور در شور، سه گاه و راست پنجگاه)
- کنسرت سفارت ایتالیا در تهران ۱۳۶۰ - تکنوازی سنتور در راست پنجگاه و بیات اصفهان - صدابردار: مجید درخشانی
- آلبوم نقش سکوت در موسیقی دستگاهی (شماره ۱ از مجموعه شناخت هنر موسیقی ایرانی شامل یک آلبوم تصویری، یک آلبوم صوتی، و یک کتاب الکترونیک)
- نگرشی بر غم در موسیقی ایرانی (نوا) (شماره ۲ از مجموعه شناخت هنر موسیقی ایرانی شامل یک آلبوم تصویری، یک آلبوم صوتی، و یک کتاب الکترونیک)
- آلبوم هفت مثنوی (شماره ۳ از مجموعه شناخت هنر موسیقی ایرانی شامل یک آلبوم تصویری، یک آلبوم صوتی، و یک کتاب الکترونیک)
- چهار عنصر طبیعت در موسیقی (شماره ۴ از مجموعه شناخت هنر موسیقی ایرانی شامل یک آلبوم تصویری، یک آلبوم صوتی، و یک کتاب الکترونیک)
- بررسی سه شیوه هنر تکنوازی (شماره ۵ از مجموعه شناخت هنر موسیقی ایرانی شامل یک آلبوم تصویری، یک آلبوم صوتی، و یک کتاب الکترونیک)
- آلبوم خیام و موسیقی (شماره ۶ از مجموعه شناخت هنر موسیقی ایرانی شامل یک آلبوم تصویری، یک آلبوم صوتی، و یک کتاب الکترونیک)
- آلبوم طبیعت در هنر موسیقی (شماره ۷ از مجموعه شناخت هنر موسیقی ایرانی شامل یک آلبوم تصویری، یک آلبوم صوتی، و یک کتاب الکترونیک)
- آلبوم بررسی وزن در موسیقی ایرانی (شماره ۸ از مجموعه شناخت هنر موسیقی ایرانی شامل یک آلبوم تصویری، یک آلبوم صوتی، و یک کتاب الکترونیک)
- آلبوم جایگاه معنوی در هنر موسیقی ایران (شماره ۹ از مجموعه شناخت هنر موسیقی ایرانی شامل یک آلبوم تصویری، یک آلبوم صوتی، و یک کتاب الکترونیک)
- آموزش سنتور - روش ردیف نوازی - دستگاه شور ردیف میرزا عبدالله (نسخه جدید همراه با دی وی دی تصویری)

## برخی مصاحبه‌ها
- مصاحبه با رادیو فرهنگ (صدای جمهوری اسلامی ایران) برنامه آسمان هنر
- مصاحبه زنده تلویزیونی - شبکه یک سیمای جمهوری اسلامی ایران - برنامه طلوع ماه ۱۳۸۱
- مصاحبه با روزنامه شرق «ردیف سیال و متغیر است» (مصاحبه‌کننده: علی شادکام، ۱۱ مرداد ۱۳۸۹)
- گفتگو با مجید کیانی (کتاب) (مصاحبه‌کننده: محسن شهرنازدار - نشر نی)
- گفتگو با مجله آهنگ شماره سوم بهمن (مصاحبه‌کننده: امیر لواسانی)
- «بیاد حبیب» گفتگو با مجید کیانی به اهتمام علی شادکام به مناسبت صد و دهمین سال تولد حبیب سماعی: ناشر مؤلف با همکاری مؤسسه فرهنگی سرو ستاه (۱۳۹۴)
- مصاحبه زنده تلویزیونی، «تفاوت بین موسیقی فاخر و موسیقی تفننی»، شبکه چهار سیمای جمهوری اسلامی ایران - برنامه راز ۱۳۹۶